# Incidente aereo di San Donato Milanese
L'incidente aereo di San Donato Milanese è un incidente aereo verificatosi il 3 ottobre 2021 nella periferia sud-est di Milano, al confine con il comune di San Donato Milanese e il capolinea della linea 3 della metropolitana San Donato.

## Aereo ed equipaggio
L'aereo coinvolto nell'incidente era un Pilatus PC-12/47E costruito nel 2015 e con certificato di immatricolazione rumeno. Il motore era un Pratt & Whitney Canada PT6A-67P e l'elica originale Hartzell Propeller a 4 pale è stata sostituita con un'elica MT-Propeller a 7 pale. Al momento dell'incidente l'aereo aveva accumulato 504 ore e 15 minuti di volo.
L'equipaggio era composto dal solo pilota Dan Petrescu, imprenditore nonché proprietario dell'aereo. Petrescu era in possesso di una licenza PPL (A) valida rilasciata dall'autorità rumena e dal 2006, anno di inizio del suo addestramento, aveva accumulato 1 025 ore e 41 minuti di volo, di cui circa 400 su PC-12.

## L'incidente

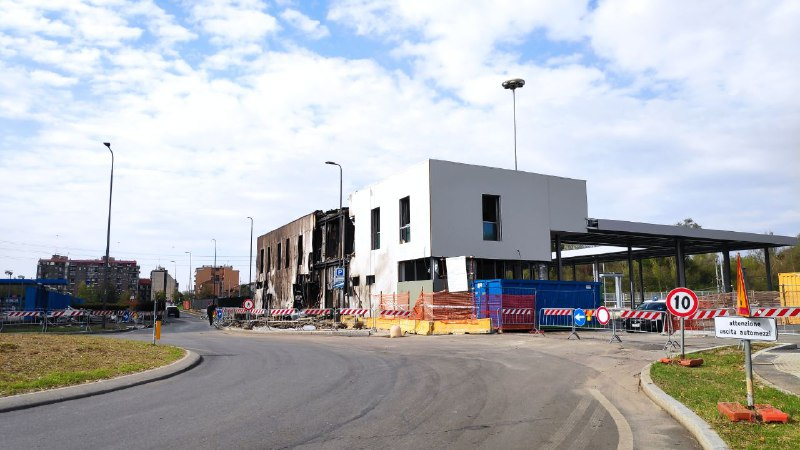
Edificio in costruzione della stazione degli autobus colpito dall'aereo

L'aereo caduto, un Pilatus PC-12 era decollato alle 13:04 dalla pista 36 di Linate diretto a Olbia con a bordo un pilota e sette passeggeri. Il velivolo, dopo essersi inserito sul sottovento destro, sorvolando la zona dell’idroscalo e dello scalo merci di Milano Smistamento, anziché procedere verso sud-est, nella rotta di partenza prevista, ha continuato la virata verso ovest, invadendo il sentiero di discesa dell'aeroporto milanese e dirigendosi verso l'area urbanizzata di San Donato e il terminal della linea M3 della metropolitana, poco affollato a quell'ora. Lo schianto è avvenuto in picchiata colpendo il tetto e parte della facciata di un edificio in costruzione adibito a biglietteria, uffici e foresteria per autisti di autobus a media e lunga percorrenza, vuoto al momento dell'impatto, innescando un incendio.

## Le vittime
Nello schianto hanno perso la vita tutti gli occupanti dell'aereo: l’imprenditore immobiliare romeno Dan Petrescu, 67 anni, pilota e proprietario del velivolo, la moglie sessantacinquenne Regina Dorotea Petrescu Balzat, il figlio trentenne Dan Stefan Petrescu e un gruppo di amici di famiglia formato da Julien Brossard, canadese di 36 anni, Filippo Nascimbene, pavese di 33 anni, Claire Stephanie Caroline Alexandrescou, di 34 anni, Miruna Anca Wanda Lozinschi, di 65 anni, e il piccolo Raphael, rispettivamente moglie, suocera e figlio di Nascimbene.

## Le indagini
La procura della Repubblica di Milano ha aperto un fascicolo per disastro colposo, mentre l'Agenzia nazionale per la sicurezza del volo ha avviato delle indagini per cercare di chiarire le cause che hanno portato allo schianto.
Il Light Data Recorder (LDR) è stato ritrovato in buone condizioni e le analisi dei dati sono iniziate il 12 novembre. Dalle prime analisi è risultato che i dati erano fermi ad aprile e non hanno registrato i dati nei mesi successivi.
Il 16 novembre l'ANSV ha comunicato:
Dalla documentazione manutentiva acquisita dall'ANSV è infatti emerso che il citato LDR fosse inefficiente già prima del volo dell'incidente.»
(ANSV - Incidente di Milano del 3 ottobre 2021. Esito delle analisi dei dati estratti dalla memoria del Pilatus PC-12 marche YR-PDV)
Attraverso le indagini si è riscontrato che in occasione di un'ispezione manutentiva eseguita nel giugno 2020 il test del Light Data Recorder, che include il sistema di registrazione dei dati di volo e il sistema di registrazione audio del cockpit, non è stato superato e il proprietario dell'aereo ha richiesto che non venisse riparato. Di conseguenza l'aereo è stato rilasciato con LDR inibito compatibilmente a quanto stabilito nell'Annesso 6 dell'ICAO, che non obbliga ad avere registratori di dati su questo tipo di aeromobile. A causa dell'indisponibilità del sistema di registrazione dei dati non sono stati registrati i dati relativi al volo dell'incidente o a quelli precedenti ma solo dati di operazioni di manutenzione eseguite in Svizzera.
La rotta seguita dall'aereo è stata ricostruita analizzando le tracce di radar di terra, i tracciati satellitari e i dati raccolti da ricevitori installati da appassionati e registrati sul sito adsbexchange.com.
L'impatto con l'edificio è avvenuto con assetto prossimo alla verticale e ad alta velocità. L'aereo ha impattato contro il tetto dell'edificio con l'ala destra e lo stabilizzatore destro per poi schiantarsi contro il marciapiede sottostante, creando un cratere profondo circa 2 metri. I detriti sono stati sparsi fino a oltre 200 metri dal punto di impatto in un settore di 130° di ampiezza; alcune parti sono state rinvenute in un parcheggio multipiano antistante l'edificio coinvolto.
Alcuni giorni dopo l'incidente i rottami sono stati trasferiti in un magazzino dell'aeroporto di Linate. Dall'esame delle parti identificate è stato possibile determinare che al momento dell'impatto tutte le superfici di comando erano presenti sul velivolo, i flap erano completamente ritratti e gli attuatori dei comandi di volo erano in posizioni coerenti con l'assetto richiesto.
A partire dai dati ADS-B ottenuti, Pilatus, coinvolta nelle indagini, ha determinato che fino alla quota di 3 000 ft la velocità di salita dell'aereo era compresa tra 1 000 e 2 000 piedi al minuto alla velocità indicata di 125 kt. Dalla quota di 3 000 ft l'aereo è passato da 125 kt a 170 kt. Dalla quota 3 600 ft la velocità di salita è aumentata fino a raggiungere il picco di 6 174 ft/min, raggiungendo i 5 300 ft di quota in circa 30 secondi. Durante questa salita la velocità indicata è scesa da 170 a 125 nodi. Dopo che l'altitudine si è stabilizzata a circa 5 340 ft la velocità indicata è aumentata a 160 kt e l'aereo è entrato in una virata a destra con angolo di rollio di 30° e velocità di virata pari a 3,5°/s. L'aereo è poi entrato in una discesa in cui ha superato la velocità indicata di 180 kt e il rateo di virata è aumentato a 6,5°/s. Pilatus ha determinato che durante questa sequenza di eventi l'aereo aveva un significativo margine di sicurezza rispetto alla velocità di stallo e all'angolo di attacco.
Il motore è stato avviato alle 12:49 ora locale e l'aereo ha iniziato il rullaggio alle 12:52. Durante il rullaggio l'aereo è stato ripreso con i flap in posizione di decollo.
L'aereo è decollato alle 13:04:05 e dopo 10 secondi è stato inserito l'autopilota e la modalità di navigazione LNAV. In considerazione delle analisi sulle condizioni meteo si ritiene che l'aereo si trovasse in condizioni meteorologiche di volo strumentale con nuvole e pioggia. Alle 11:05:58 il pilota automatico e la LNAV sono stati disinseriti, ma non è noto se sia stato un atto intenzionale o un'avaria del sistema. Dopo avere seguito la rotta di uscita l'aereo ha continuato la virata a destra anziché procedere con prua 130°. A circa 3 800 ft la LNAV è stata reinserita; in questa fase si è avuto l'aumento di velocità verticale. Alle 13:07:26 Milano ACC ha avvisato il pilota di traffici in rotta e lo ha istruito di virare a sinistra per portarsi con prua a 120°. A questo punto l'aereo, che si trovava con prua a 216°, alla quota di 5 400 ft e verosimilmente in condizioni meteorologiche strumentali, ha iniziato una virata a destra. Alle 13:07:42 il pilota ha iniziato una chiamata radio a Milano ACC, subito interrotta probabilmente a causa della percezione dell'assetto inusuale dell'aereo. Al momento di questa chiamata l'aereo aveva una velocità verticale di -2 496 ft/min. Secondo i dati ADS-B alle 13:07:56, un secondo prima dello schianto, il PC-12 aveva una velocità verticale di -32 448 ft/min.
L'impatto dell'aereo è stato registrato alle 13:07:57 da alcune telecamere di videosorveglianza. Dalle immagini acquisite da una dash cam è stato possibile determinare che l'aereo è precipitato con assetto quasi verticale e ha compiuto una rotazione destrorsa di circa 90° poco prima di schiantarsi.
A causa dell'elevato livello di distruzione dell'aereo e della mancanza di dati registrati dal LDR non è stata individuata una causa certa dell'evento. La probabile causa dell'incidente è la perdita di controllo dell'aeromobile mentre il pilota stava eseguendo manualmente una Standard Instrument Departure in condizioni meteorologiche strumentali. La perdita di controllo è probabilmente originata dalla focalizzazione dell'attenzione del pilota sul sistema di navigazione anziché sulla condotta del velivolo. Non è escluso che un problema tecnico non catastrofico abbia contribuito a questa distrazione. Gli investigatori hanno ritenuto anche che una carenza di addestramento ricorrente possa avere contribuito alla perdita di controllo dell'aeromobile e a un'inadeguata gestione di un guasto non catastrofico.